# مقاطعة فكتوريا (تكساس)
مقاطعة فكتوريا (بالإنجليزية: Victoria  County)‏ هي إحدى المقاطعات في ولاية تكساس، الولايات المتحدة الأمريكية.

## أعلام
- روز لامبرت